# 欣峰控股集團
欣峰控股集團有限公司（英語：Jovial Summit Holding Group Company Limited）簡稱欣峰控股集團、欣峰控股或者欣峰集團，是一家設立在香港的跨國企業集團，業務為跨境電商、電視購物、線上平台及兩岸貿促等投資。2017年，欣峰控股集團與蘇寧雲商、綠地控股集團攜手合作，簽下戰略合同，成為兩岸貿易大平台。

## 发展历程
2017年3月3日上午，欣峰控股与绿地·春臺街暨苏宁云商跨境O2O联盟于合肥皇冠假日酒店举行签约仪式。欣峰控股集团执行长陈总与安徽苏宁云商销售有限公司平台招商经理周总签约。
1. ↑  欣峰控股集团与绿地•春臺街暨苏宁云商跨境O2O联盟意向签约仪式成功举行 （页面存档备份，存于）合肥网 2017-03-05
2. ↑  欣峰控股与绿地春臺街暨苏宁云商O2O三雄联袂签约 （页面存档备份，存于）新安房產 2017-03-05